# Шариатпур (округ)
Шариатпур (бенг. শরিয়তপুর জেলা, англ. Shariatpur District) — округ на юге Бангладеш, в области Дакка. Образован в 1984 году из части территории округа Мадарипур. Административный центр — город Шариатпур. Площадь округа — 1182 км². По данным переписи 2001 года население округа составляло 1 057 181 человек. Уровень грамотности взрослого населения составлял 24,4 %, что значительно ниже среднего уровня по Бангладеш (43,1 %). 95,54 % населения округа исповедовало ислам, 4,30 % — индуизм.

## Административно-территориальное деление
Округ состоит из 7 подокругов.
Подокруга (центр)
1. Бхедаргандж (Бхедаргандж)
2. Дамудья (Дамудья)
3. Госайрхат (Госайрхат)
4. Шакхипур (Шакхипур)
5. Нария (Нария)
6. Шариатпур-Садар (Шариатпур)
7. Занджира (Занджира)